# ラ・フォンテーヌ (バレエダンサー)
ラ・フォンテーヌ（De Lafontaine、1655年頃 - 1738年頃）は、フランスのバレエダンサーである。バレエ史上初の職業的な女性ダンサーの1人として後世に名を残す人物であり、その優美さで称賛を受けた。1681年にパリ・オペラ座にデビューし、1693年まで主役を務めた。

## 生涯
フランス生まれだが、前半生については不詳である。ラ・フォンテーヌは1681年にジャン＝バティスト・リュリ作曲、ピエール・ボーシャン、ルイ＝ギヨーム・ペクール振付『愛の勝利』（Le Triomphe de l'amour）でパリ・オペラ座にデビューした。当時は宮廷バレエの全盛期であり、出演者は男性ばかりで、女性の役も仮面をつけた男性が務めていた。リュリは重厚なテンポと荘重な雰囲気で踊られていたダンスに活気を加え、宮廷バレエへの職業的な女性ダンサーの導入に貢献した人物であった。
ラ・フォンテーヌはボーシャン振付の『ファエトン』（Phaëton、1683年）、『アキスとガラテア』（Acis et Galatée、1686年）などのリュリの作品で主役を踊り、その優美さで称賛を受けた。ラ・フォンテーヌは、1681年から1693年までに上演された少なくとも18のバレエ作品で主役を務めた。引退後は修道院に入り、1738年頃パリで没したと伝わる。
なお、ラ・フォンテーヌに少し遅れて、マリー＝テレーズ・スュブリニ（1666年7月 – 1735年頃）が職業的な女性ダンサーとしてパリ・オペラ座に登場した。スュブリニは1690年に舞台デビューしてリュリやアンドレ・カンプラの作品で主役を務め、1705年まで主役の地位にあった。スュブリニの後には、フランソワーズ・プレヴォー（1680年または1681年 - 1741年9月13日）が舞台デビューした。プレヴォーは1699年にパリ・オペラ座に登場し、1730年に引退するまで30年にわたって、パリ・オペラ座のプリマ・バレリーナを務めた。プレヴォーはマリー・カマルゴ、マリー・サレの両名を育てたことでも知られ、優秀な指導者でもあった。